# Steve Zacchia

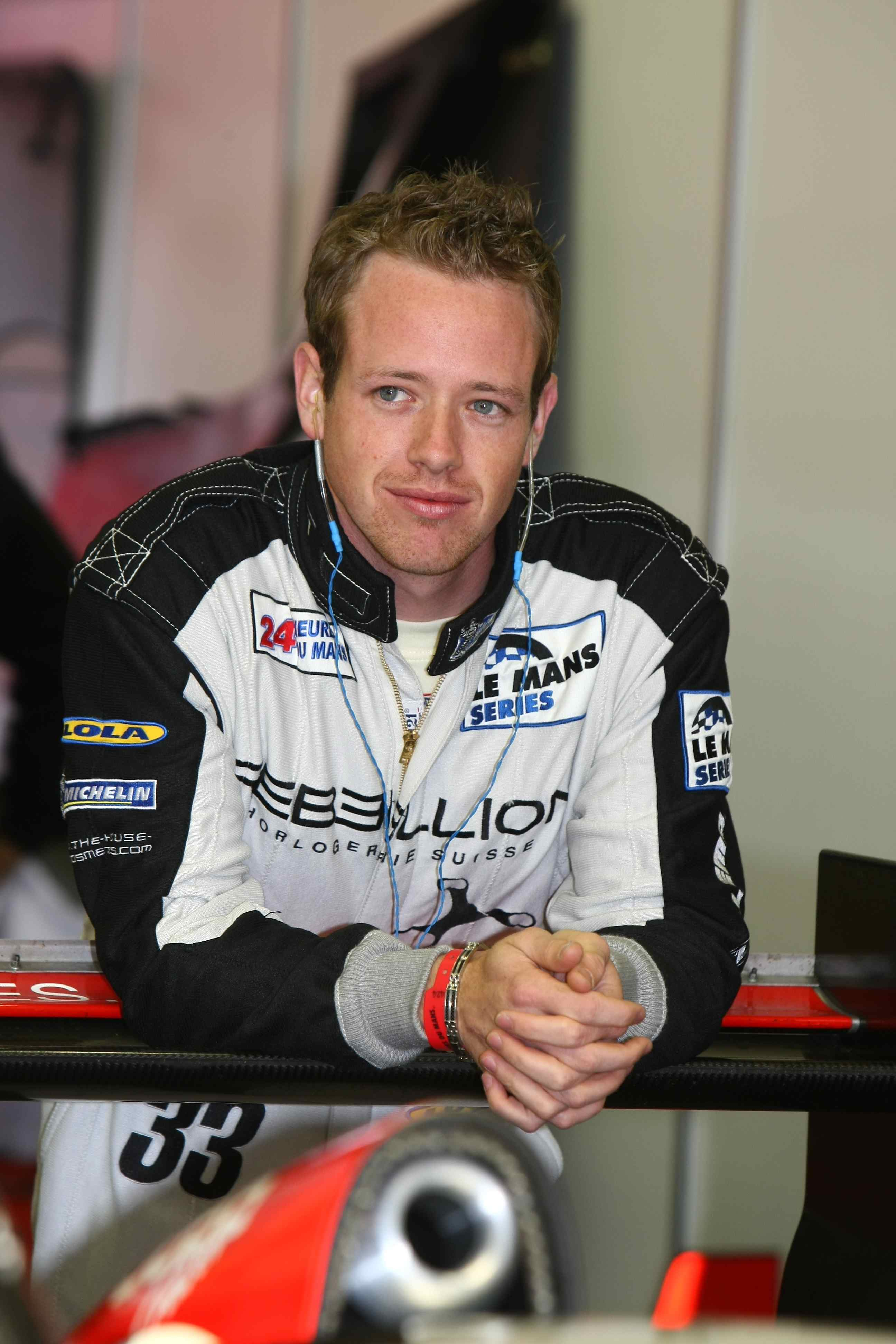
Steve Zacchia 2008

Steve Zacchia (* 15. August 1982 in Yverdon-les-Bains) ist ein Schweizer Autorennfahrer.

## Karriere im Motorsport
Steve Zacchia begann seine Karriere als Rennfahrer im Kartsport, wo er es Ende der 1990er-Jahre zu mehreren Schweizer Meisterschaften in unterschiedlichen Klassen brachte. 2001 folgenden erste Einsätze in der Formel Renault und bei nationalen französischen Sportwagenrennen im Peugeot 905 Spider. Die Monopostokarriere von Zacchia währte nur kurz. Nach nur einem Jahr in Formel Renault bestritt er an 2002 ausschließlich GT- und Sportwagenrennen.
Nach einem achten Gesamtrang im französischen Porsche-Carrera-Cup 2002 stieg er 2003 in die FIA-GT-Meisterschaft ein. Im selben Jahr gab er auch sein Debüt beim 24-Stunden-Rennen von Le Mans. Als Partner von Patrice Goueslard und Christophe Bouchut beendete er das Rennen auf einer von Larbre Compétition gemeldeten Chrysler Viper GTS-R als 16. der Gesamtwertung. Insgesamt war er dreimal in Le Mans am Start. 2008 und 2011 fiel er jeweils aus, sodass der 15. Rang 2003 sein bestes Ergebnis im Gesamtklassement blieb.
Seinen ersten grossen internationalen Erfolg feierte er 2004, als er gemeinsam mit Bouchut und Pedro Lamy die Gesamtwertung der GTS-Klasse der European Le Mans Series gewinnen konnte. Neben Einsätzen in unterschiedlichen nationalen GT-Meisterschaften blieb Zacchia vor allem in der Le Mans Series aktiv. 2008 wurde er Ende des Jahres Zehnter in der LMP2-Klasse und 2009 13. in der LMGT1-Klasse. 2010 wurde er Gesamtzweiter in der Formula Le Mans.
Seit dem Ablauf der Saison 2011 hatte Zacchia 8 Jahre keine Rennen mehr bestritten und gab dann ein Comeback.

## Statistik

### Le-Mans-Ergebnisse
| Jahr | Team               | Fahrzeug             | Teamkollege       | Teamkollege        | Platzierung | Ausfallgrund |
| ---- | ------------------ | -------------------- | ----------------- | ------------------ | ----------- | ------------ |
| 2003 | Larbre Compétition | Chrysler Viper GTS-R | Patrice Goueslard | Christophe Bouchut | Rang 16     |              |
| 2008 | Speedy Racing Team | Lola B08/80          | Xavier Pompidou   | Andrea Belicchi    | Ausfall     | Unfall       |
| 2011 | Hope Racing        | ORECA 01             | Jan Lammers       | Casper Elgaard     | Ausfall     | Motorschaden |